# 金奉準
金 奉準（キム・ボンジュン、朝: 김 봉준、英: Bong Jun Kim、1964年5月13日 - ）は、大韓民国出身の元プロボクサー。元WBA世界ミニマム級王者。全羅南道莞島郡蘆花面出身。

## プロ戦歴
1983年7月23日、プロデビュー（4回判定勝ち）。
1986年3月20日、後のWBA・WBC世界ミニマム級王者大橋秀行と対戦し、10回判定勝ち。
同年10月25日、空位の韓国ライトフライ級王座決定戦に出場するが、林夏植に4回負傷判定負けを喫し、王座獲得ならず。
1988年1月10日、母国で世界初挑戦。新設のWBA世界初代ミニマム級王座決定戦に出場。レオ・ガメス（ベネズエラ）と対戦したが、12回判定負けを喫し世界王座獲得ならず。この試合を観戦したジョー小泉は複数の媒体で「採点表を見て絶句した」と、終始攻勢だった金を敗者とする採点を疑問視するレポートを発表している。
その後3戦を行い、1989年4月16日、世界再挑戦。ガメスの王座返上で空位となっていたWBA世界ミニマム級王座をアグスティン・ガルシア（コロンビア）と争い、7回TKO勝ち。26戦目にして世界王者に輝いた。その後、5度の防衛に成功。
1991年2月2日、6度目の防衛戦。崔煕庸との同国人対決となったが、12回判定で敗れ王座陥落。雪辱・王座奪回を懸け、10月26日、崔と再戦するがここでも12回判定負けを喫した。
1992年6月15日、2階級制覇を目指し、WBA世界ライトフライ級王者井岡弘樹に挑戦するが、12回判定負け。その後、1年余りリングから遠ざかる。
1993年7月17日、元WBC世界ライトフライ級王者メルチョ・コブ・カストロ（メキシコ）と対戦したが、10回判定負け。
1993年11月14日、3度目の日本での試合。東京・後楽園ホールで大場貴志（現・姫路木下ボクシングジム会長の木下貴志）と対戦し、4回TKO負け。結局、この試合を最後に引退した。

## 獲得タイトル
- WBA世界ミニマム級王座（防衛5）